# Alliance de la gauche unie
L'Alliance de la gauche unie (en anglais : United Left Alliance abrégé en ULA) est une alliance regroupant des partis de gauche et d'extrême gauche de l'Irlande, formée en vue des élections législatives de 2011. L'alliance se compose du Parti socialiste (SP), de Le Peuple avant le profit (PBP), du Groupe d'action des travailleurs et sans-emplois (WUAG), ainsi que de plusieurs personnalités indépendantes dont certaines sont issues du Parti travailliste.
Sa formation a été annoncée début novembre 2010 et l'ULA a été officiellement lancée le 29 novembre 2010 à l'Hôtel Gresham à Dublin. L'Alliance a présenté dix-neuf candidats aux élections législatives de 2011, dont cinq ont été élus : Joe Higgins et Clare Daly du Parti socialiste, Richard Boyd Barrett et Joan Collins du PBP et de Séamus Healy du WUAG. L'ULA n'ayant pas été répertoriée comme parti politique avant l'organisation des élections, ses candidats se sont présentés sous leurs propres étiquettes : les candidats du PS ont obtenu au total 1,2 % des voix, ceux du PBP 1 %, et les autres candidats ont été classés parmi les indépendants.
Elle est dissoute à la fin de l'année 2013.